# Loomis
Loomis (tidligere Loomis, Fargo & Co.) er en international virksomhed, der håndterer og transporterer værdier og kontanter for detailhandlen og finanssektoren. I sin nuværende form blev virksomheden etaleret i 1997 ved sammenlægningen af de to amerikanske virksomheder Wells Fargo Armored Service og Loomis Armored Inc. Virksomheden er i dag aktiv med kontorer mere end 400 steder i USA, ligesom virksomheden er repræsenteret i 11 europæiske lande. 
I perioden fra 2001 til 2008 var virksomheden en del af det svenske selskab Securitas AB og var noteret på Stockholmsfondsbørs (NASDAQ OMX). I 2008 blev aktierne i Loomis udloddet til Securitas' aktionærer, og selskabet er i dag selvstændigt. De har siden 8. december 2008 været noteret på Stockholms Fondsbørs i Sverige. 

## Loomis i Danmark
Loomis Danmark var en del af Dansikring, som ejedes af det svenske Securitas AB. Selskabet har base i Sverige. Loomis er tilstede i mere end 20 lande på globalt plan og håndterer i Danmark kontantomsætning for pengeinstitutter og danske forretninger, sørger for afhentning af kontanter hos virksomheder, samt udbyder af ATM-løsninger til virksomheder. Loomis Danmark havde i regnskabsåret 2023 en bruttofortjeneste på 131 mio. DKK, og et samlet underskud på 20 mio. DKK efter skat.
Loomis hed oprindeligt Dansikring Værdi og havde frem til 2000, mere eller mindre monopol på markedet for værdihåndtering i Danmark. I 2000 blev det konkurrerende selskab Dansk Værdihåndtering etableret, kendt som Nokas Værdihåndtering siden 2011.
Loomis kom i fokus, da der 1. april 2008 blev røvet over 60 millioner kr. fra en af selskabets pengecentraler i Glostrup.  
Selskabet har også en afdeling i Brabrand ved Aarhus.